# Людвигссон, Тобиас
Тобиас Людвигссон (англ. Tobias Ludvigsson, род. 22 февраля 1991 года в Хускварне, Швеция — шведский профессиональный шоссейный велогонщик, выступающий за команду Team Giant-Alpecin.

### Результаты на Гранд-турах

#### Джиро д'Италия
- 2013 : 112
- 2014 : сход на 12 этапе
- 2015 : 83
- 2016 :

#### Вуэльта Испании
- 2014 : 62